# Šan-jü
Šan-jü (čínsky v českém přepisu šan-jü, čchan-jü, pchin-jinem chányú, shànyú, znaky zjednodušené 单于, tradiční 單于) plně tcheng-li kou-tchou šan-jü (čínsky v českém přepisu čcheng-li ku-tchu čchan-jü/šan-jü, pchin-jinem chēnglí gūtu chányú, znaky zjednodušené 撑犁孤涂单于, tradiční 撐犁孤塗單于, česky volně „panovník, syn Tengriho“) byl ve 3. století př. n. l. – 5. století n. l. titul vládců Siung-nuů, žijících v dnešním Mongolsku a Číně severně od Velké čínské zdi.
V titulu tcheng-li znamená Tengri, nejvyšší a nebeský bůh kočovníků; kou-tchou snad syn; šan-jü je slovo patrně sogdijského původu, označující vládce. Čínští kronikáři považovali titul za rovný čínské hodnosti wang (král či kníže), někdy ho však uznali i za rovného císaři (chuang-ti).
Šan-jüa vybírala siungnuská rodová aristokracie ze členů rodu Luan-tchi (欒提), zpravidla syna nebo bratra předešlého vládce, panoval doživotně. Se zánikem siungnuské říše zanikl i titul šan-jü. Panovníci Žuan-žuanů, od počátku 5. století ovládajících mongolské stepi používali nový titul kagan.